# Pika roux
Pour les articles homonymes, voir Pika (homonymie).
Ochotona rutila
Espèce
Statut de conservation UICN

 LC  : Préoccupation mineure
Le pika roux (Ochotona rutila) est une espèce de la famille des Ochotonidae. C'est un pika, petit mammifère lagomorphe.